# 漢墨斯密站 (皮卡迪利線和區域線)
漢默史密斯站（英語：Hammersmith tube station）是英國倫敦地鐵位於漢默史密斯的車站。本站位於倫敦第2收費區。區域線和皮卡迪利線於本站結成跨月台轉車站。
漢默史密斯及城市線的總站是一個分離的車站，該站位於本站的西北面。

## 歷史
本站由大都會區域鐵路（MDR，區域線前身）於1974年9月9日開設，為MDR從伯爵宮站（Earl's Court）向西伸延後的總站。
1906年9月15日，大北方，皮卡迪利及布朗普頓鐵路（皮卡迪利線的前身）開通，並將西端總站設於漢默史密斯站。皮卡迪利線的西延線在1932年7月4日開通後，本站需要擴建。擴建後的車站大樓和其他部分大多在漢默史密斯大道。該車站大樓連和附近的車房一同在90年代初完成清拆，後來組成購物商場、地鐵站和巴士站。

## 2003年出軌事件
2003年10月17日，一輛皮卡迪利線列車車箱在車站外的一條隧道出軌。意外中無傷亡。

### 外部連結
- 倫敦交通局相片集
  - 1916年的車站入口[永久]
  - 1916年的車站後門 （页面存档备份，存于）
  - 1931年時月台進行皮卡迪利線延線工程的相片 （页面存档备份，存于）
  - 1934年的Queen Caroline Street入口 （页面存档备份，存于）
  - 1936年的Great Church Lane入口
  - 2001年，通往Broadway Shopping Centre和車站的入口 （页面存档备份，存于）

1. ↑   (Microsoft Excel). Transport for London. 2011-05  [2011-08-07].
2. ↑   (PDF). Transport for London. （原始内容存档 (PDF)于2015-06-03）.